# The Simple Life
The Simple Life er en meget populær amerikansk tv-serie, der har været vist i 3 sæsoner i Danmark. Det var TV3, der først viste serien.
Seriens medvirkende og hovedpersoner er Nicole Richie og Paris Hilton. Den første sæson omhandlede pigerne, der boede og arbejde på en gård. I sæson 2 var Nicole og Paris på et "roadtrip" i en pink pick-up truck med en trailer bag på. Pigerne havde ingen penge, men de skulle stoppe hos familier som havde skaffet dem et job, og på den måde skulle de tjene dollars. I sæson 3 var Nicole og Paris "praktikanter" og de kørte fra job til job med bus.
Serien er kendt for sine "dumme" bemærkning, og Paris' og Nicoles åndsvage, snydende og til tider barnlige opførsel. 
I mange af seriens afsnit stopper pigerne, og spiser uden at betale. De shopper på andres kreditkort osv. mens de har det hylende skægt.